# Tropodiaptomus orientalis
Tropodiaptomus orientalis is een eenoogkreeftjessoort uit de familie van de Diaptomidae. De wetenschappelijke naam van de soort is voor het eerst geldig gepubliceerd in 1886 door Brady.